# Lijst van rijksmonumenten in Nuenen, Gerwen en Nederwetten
De gemeente Nuenen, Gerwen en Nederwetten telt 45 inschrijvingen in het rijksmonumentenregister. Hieronder een overzicht. 

## Gerwen
De plaats Gerwen telt 3 inschrijvingen in het rijksmonumentenregister.
| Object                      | Oorspronkelijke functie?  | Bouwjaar                                      | Architect | Locatie          | Coördinaten?                  | Nr.?  | Afbeelding                  |
| --------------------------- | ------------------------- | --------------------------------------------- | --------- | ---------------- | ----------------------------- | ----- | --------------------------- |
| De Roosdonck                | Industrie- en poldermolen | 1884                                          |           | Gerwenseweg 2    | 51° 28' 55" NB, 5° 33' 1" OL  | 30823 | Meer afbeeldingen           |
| St. Clemenskerk             | Kerk en kerkonderdeel     | 15e eeuw (bouw) 1612 (gedeeltelijk vernieuwd) |           | Gerwen 5674 RR21 | 51° 29' 20" NB, 5° 33' 53" OL | 30824 | Meer afbeeldingen           |
| Toren van de St.Clemenskerk | Kerk en kerkonderdeel     | 1801                                          |           | Gerwen 5674 RR21 | 51° 29' 20" NB, 5° 33' 52" OL | 30825 | Toren van de St.Clemenskerk |

## Nederwetten
De plaats Nederwetten telt 8 inschrijvingen in het rijksmonumentenregister. Zie Lijst van rijksmonumenten in Nederwetten voor een overzicht.

## Nuenen
De plaats Nuenen telt 32 inschrijvingen in het rijksmonumentenregister. Zie Lijst van rijksmonumenten in Nuenen voor een overzicht.

## Opwetten
De plaats Opwetten telt 2 inschrijvingen in het rijksmonumentenregister.
| Object                | Oorspronkelijke functie?  | Bouwjaar        | Architect | Locatie             | Coördinaten?                  | Nr.?  | Afbeelding        |
| --------------------- | ------------------------- | --------------- | --------- | ------------------- | ----------------------------- | ----- | ----------------- |
| Molenaarswoning       | Woonhuis                  | 17e of 18e eeuw |           | Opwetten 5674 AC199 | 51° 27' 35" NB, 5° 31' 48" OL | 30829 | Molenaarswoning   |
| Opwettense watermolen | Industrie- en poldermolen | 1764            |           | Opwettenseweg 201   | 51° 27' 35" NB, 5° 31' 46" OL | 30830 | Meer afbeeldingen |

's-Hertogenbosch ·
Alphen-Chaam ·
Altena ·
Asten ·
Baarle-Nassau ·
Bergeijk ·
Bergen op Zoom ·
Bernheze ·
Best ·
Bladel ·
Boekel ·
Boxtel ·
Breda ·
Cranendonck ·
Deurne ·
Dongen ·
Drimmelen ·
Eersel ·
Eindhoven ·
Etten-Leur ·
Geertruidenberg ·
Geldrop-Mierlo ·
Gemert-Bakel ·
Gilze en Rijen ·
Goirle ·
Halderberge ·
Heeze-Leende ·
Helmond ·
Heusden ·
Hilvarenbeek ·
Laarbeek ·
Land van Cuijk ·
Loon op Zand ·
Maashorst ·
Meierijstad ·
Moerdijk ·
Nuenen, Gerwen en Nederwetten ·
Oirschot ·
Oisterwijk ·
Oosterhout ·
Oss ·
Reusel-De Mierden ·
Roosendaal ·
Rucphen ·
Sint-Michielsgestel ·
Someren ·
Son en Breugel ·
Steenbergen ·
Tilburg ·
Valkenswaard ·
Veldhoven ·
Vught ·
Waalre ·
Waalwijk ·
Woensdrecht ·
Zundert